# Катастрофа Як-40 в Шереметьеве
Катастрофа Як-40 в Шереметьеве — авиационная катастрофа, произошедшая утром в четверг 9 марта 2000 года в аэропорту Шереметьево (Москва). Авиалайнер Як-40Д Вологодского АП совершал рейс VGV9651 по маршруту Москва—Киев, но, едва оторвавшись от ВПП аэропорта Шереметьево, рухнул на землю и полностью разрушился. Погибли все находившиеся на его борту 9 человек — 5 членов экипажа и 4 пассажира, в том числе основатель компании «Группа Альянс» Зия Бажаев и журналист Артём Боровик.

## Самолёт
Як-40 (регистрационный номер RA-88170, заводской 9620847, серийный 47-08) был выпущен Саратовским авиационным заводом 5 мая 1976 года. Авиалайнеру присвоили бортовой номер CCCP-88170 и передали МГА СССР, которое к 13 мая 1976 года направило его в Управление учебных заведений в Бугурусланское лётное училище гражданской авиации.
2 октября 1981 года самолёт перенаправили в Вологодский объединённый авиаотряд Ленинградского УГА. В сентябре 1993 года борт RA-88170 начал эксплуатироваться в составе Вологодского авиапредприятия (образовано на базе Вологодского ОАО), а в 1994 году на Саратовском авиазаводе был переоборудован в Як-40Д (запас топлива увеличен до 6 тонн). С августа 1997 года по июнь 1998 года сдавался в лизинг авиакомпании «Аэротэкс», после чего вернулся обратно.
Оснащён тремя турбореактивными двигателями АИ-25 производства ЗМКБ «Прогресс» имени А. Г. Ивченко. На день катастрофы совершил 20 497 циклов «взлёт-посадка» и налетал 21 428 часов.

## Экипаж и пассажиры
Экипаж самолёта состоял из 5 человек. Его состав был таким:
- Командир воздушного судна — 37-летний Сергей А. Якушин. Пилот 1-го класса, на самолётах Як-40 с 1985 года, налетал на Як-40 6728 часов[5].
- Второй пилот — 31-летний Эдуард А. Могуев.
- Бортмеханик — 44-летний Василий Г. Наволоцкий.

В салоне самолёта работали две стюардессы:
- Светлана Г. Корягина — жена гендиректора авиакомпании «Аэротэкс».
- Евгения А. Яковлева — дочь президента авиакомпании «Аэротэкс».

Согласно официальным документам, Корягина и Яковлева были записаны в задание на полёт, не имея при этом соответствующей подготовки стюардессы или флайт-менеджера.
Также на борту находились 4 пассажира:
- Зия Бажаев — основатель и президент компании «Нефтяной альянс».
- Николай А. Тектов и Андрей В. Сичкар — сотрудники службы безопасности «Группы Альянс».
- Артём Боровик — журналист, президент холдинга «Совершенно секретно».

## Катастрофа
При взлёте на высоте не более 15 м и скорости 230 км/ч самолёт вошёл в режим сваливания, сопровождавшийся неуправляемым креном влево, после чего столкнулся с землёй в 1200 м от места начала разбега и в 63 м левее оси ВПП и разрушился. Экипаж и пассажиры погибли. Начавшееся возгорание принятыми мерами было ликвидировано.
Из рассказа работника аэропорта Шереметьево Ивана Защеринского: «Я шёл на работу за стоянками, перпендикулярно тому месту, где упал самолёт. Як-40 привлёк мое внимание тем, что он взлетал, как иностранный самолёт, — круто вверх. При этом из сопла левого движка у него вырывалось красно-жёлтое пламя. Самолёт шёл тогда в наборе высоты. Через две секунды вдруг стал плавно крениться влево. Показалось, что он начал делать левый вираж на здание „Шереметьево-2“. Машина ударилась о землю левым крылом, затем — носом. Потом — взрыв керосина, но ничего практически не горело, только чёрные клубы дыма долго висели над обломками самолёта, поскольку ветра практически не было».

## Причины катастрофы
Причиной катастрофы, по мнению сотрудников Межгосударственного авиационного комитета (МАК), стало сочетание двух факторов: ошибки пилотов, производивших взлёт с закрылками, выпущенными на 11° вместо положенных 20°, а также халатность технических служб, которые не произвели обработку самолёта антиобледенительной жидкостью. Решающей причиной катастрофы были признаны ошибки экипажа. Вспышки в двигателях, наблюдавшиеся очевидцами, были проявлением помпажа в условиях потери самолётом скорости. Какие-либо отказы двигателя (двигателей) не подтверждаются записями бортового самописца (запись скорости соответствует нормальным режимам работы двигателей), результатами моделирования взлета и исследованиями силовых установок.